# Inhibiteur de l'aldose réductase
Les inhibiteurs de l'aldose réductase constituent une classe de médicaments développée comme moyen de prévenir les lésions oculaires et nerveuses chez les diabétiques.

## Mécanisme d'action
Leur cible, l'aldose réductase, est une enzyme clé dans la voie du sorbitol (un polyol) qui est responsable de la conversion du glucose en fructose. L'activité de l'aldose réductase augmente à mesure que chez le diabétique la concentration du glucose augmente dans les tissus qui ne sont pas sensibles à l'insuline et qui laissent le glucose entrer selon son gradient de concentration, notamment le cristallin, les nerfs périphériques et le glomérule. Le sorbitol ne diffuse pas facilement à travers les membranes cellulaires et s'accumule donc, provoquant des dommages osmotiques qui entraînent une rétinopathie et une neuropathie.

## Exemples

Alrestatine
Épalrestat
Fidarestat
Imirestat
Lidorestat
Minalrestat
Ponalrestat
Ranirestat
Salfrédine B11
Sorbinil
Tolrestat
Zenarestat
Zopolrestat

 Les sources naturelles signalées comme inhibant l'aldose réductase comprennent la groseille à maquereau indienne, les épinards, les graines de cumin, les graines de fenouil, les feuilles de basilic, le citron, le poivre noir, l'orange, les feuilles de curry, le cannabis, la cannelle et le lichen,. La lutéoline, un type de flavonoïde que l'on trouve principalement dans les feuilles et leurs dérivés synthétiques sont des inhibiteurs potentiels de l'aldose réductase.

## Cataracte diabétique
La formation de cataracte diabétique suit une augmentation des sucres dans le cristallin. L'excès de l'ose dans le cristallin est réduit par l'aldose réductase en son alcool correspondant, mais la capsule du cristallin est relativement imperméable aux alcools de sucre. En raison de l'excès d'alcool sucré (polyol), le cristallin absorbe l'eau, provoquant un déséquilibre osmotique. Finalement, une augmentation des niveaux de sodium et de potassium et une diminution des niveaux de glutathion par la consommation de la NADPH par la voie du sorbitol conduisent à la formation de cataracte. Il a été démontré que l'administration topique d'inhibiteurs de l'aldose réductase prévient la cataracte chez le rat.

## AsthmeetBPCO
Cette classe de médicaments est également à l'étude en tant que traitement modulateur possible de la physiopathologie de l'asthme et de la BPCO car il a été démontré qu'ils inhibent la métaplasie des cellules caliciformes dans l'épithélium respiratoire, réduisant ainsi la sécrétion muqueuse abondante associée à ceux-ci.